# Sarlat-la-Canéda
Sarlat-la-Canéda (eller kort Sarlat) har 8 786 invånare (2022) och ligger i det franska departementet Dordogne, även känt under det gamla provinsnamnet Périgord.
Staden besöks årligen av en och en halv miljon turister. Sarlats historia sträcker sig tillbaka till 800-talet och den har en mycket väl bevarad medeltida stadskärna från 12-1500-talen. Det stora antalet byggnader som förklarats ha historiskt intresse gör Sarlat till en av Europas främsta kulturarvsstäder och den är flitigt använd som inspelningsplats för filmer.
Under hundraårskriget var Sarlat gränsstad mellan Frankrikes och Englands kungar och under ungefär tio år under Henrik IV:s styre byggdes Saint-Sacerdos-katedralen. På 1700-talet stagnerade ekonomin och de medeltida byggnaderna blev kvar. Från 1964 och framåt har de blivit föremål för ett omfattande restaureringsprogram. På lördagsförmiddagarna hålls marknad på flera platser i staden med stort utbud av lokala varor och gatuartister.

## Befolkningsutveckling
Antalet invånare i kommunen Sarlat-la-Canéda
Referens:INSEE

## Galleri

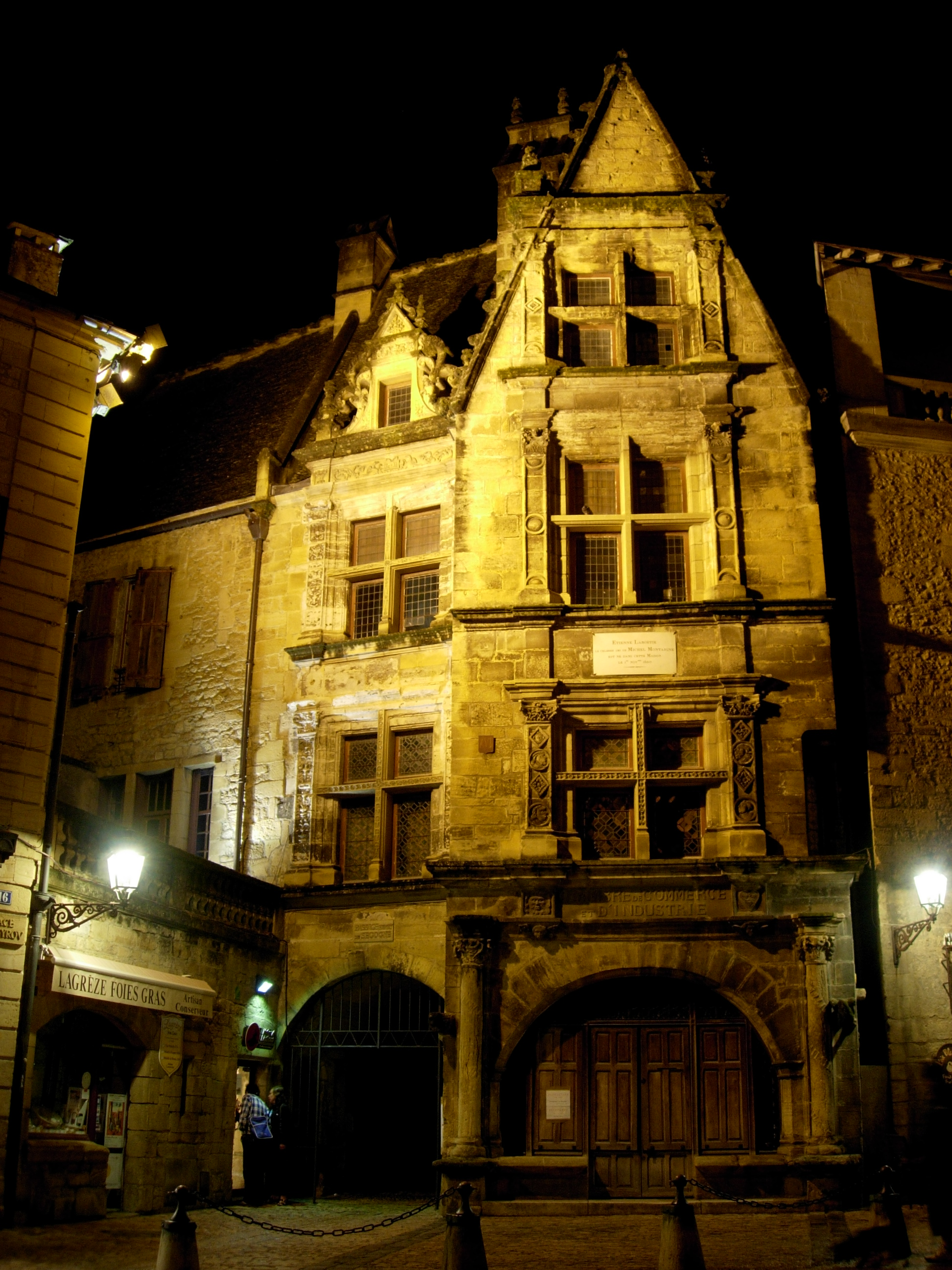
Den medeltida stadskärnan
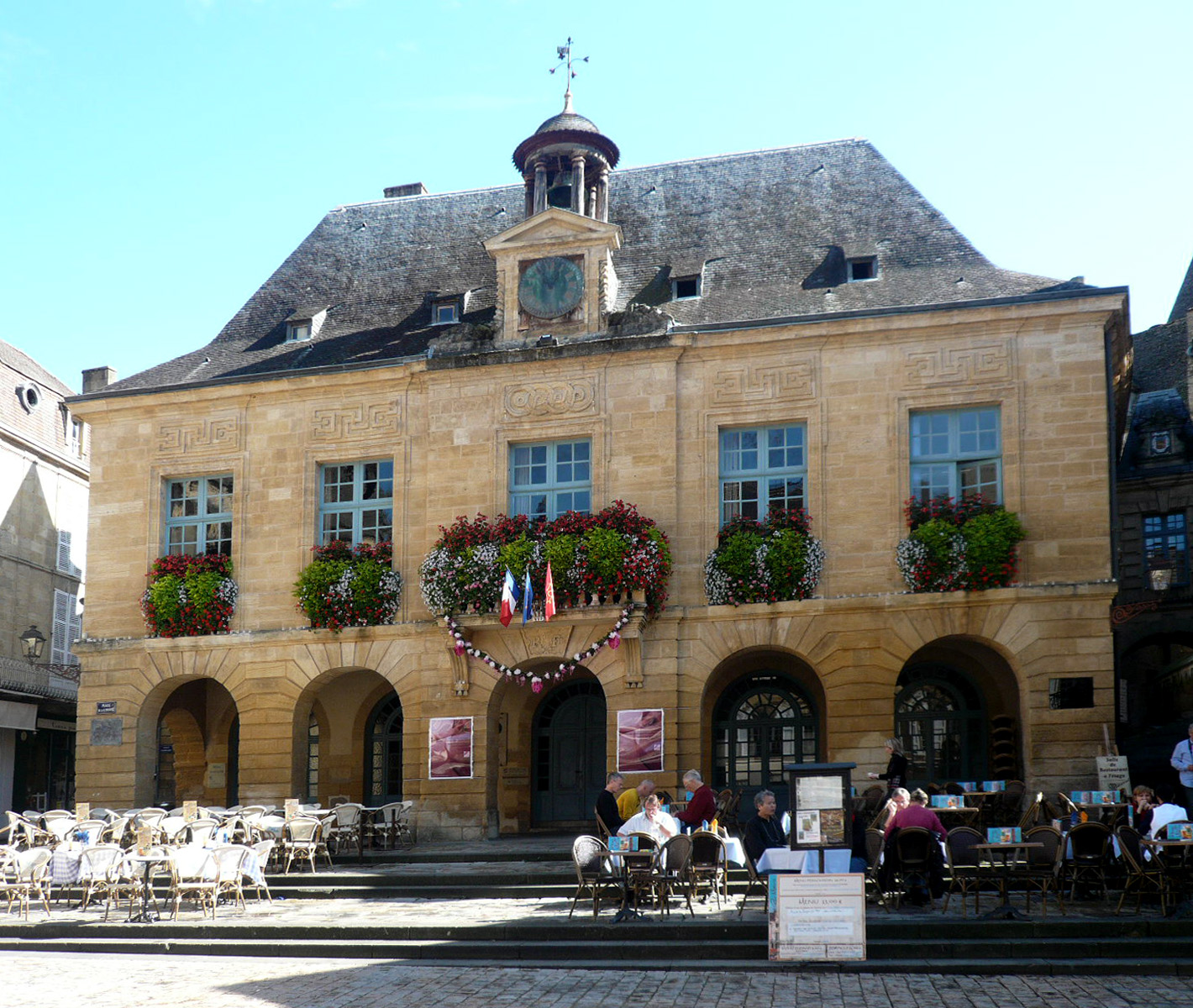
Rådhuset
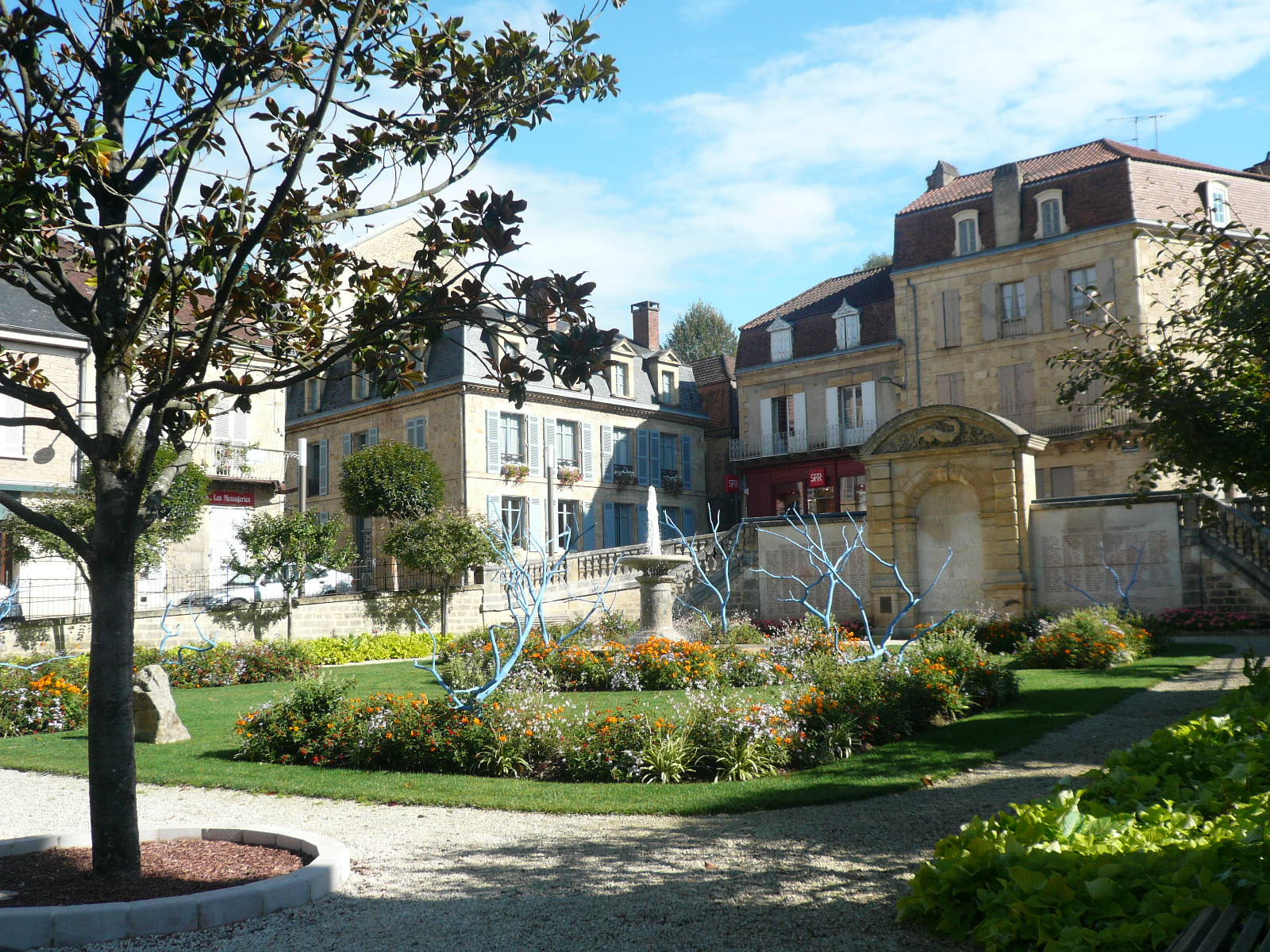
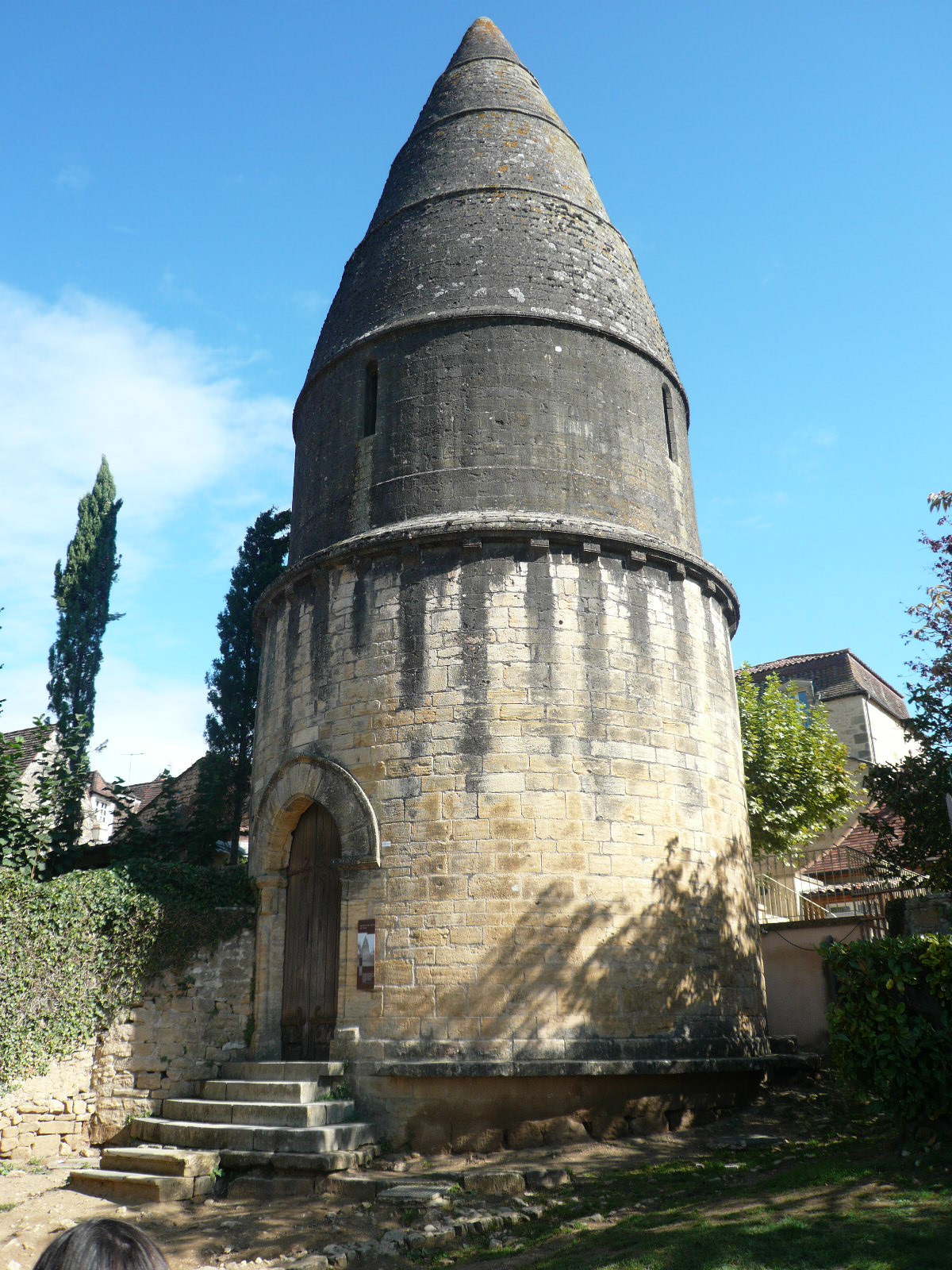
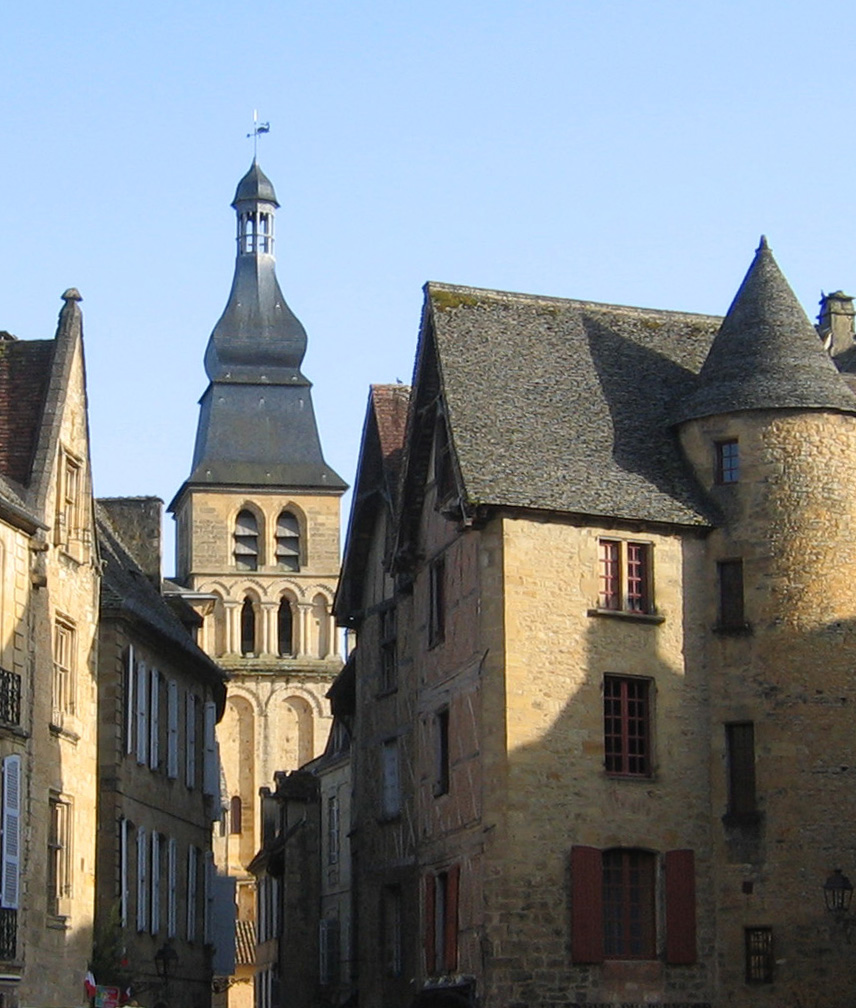
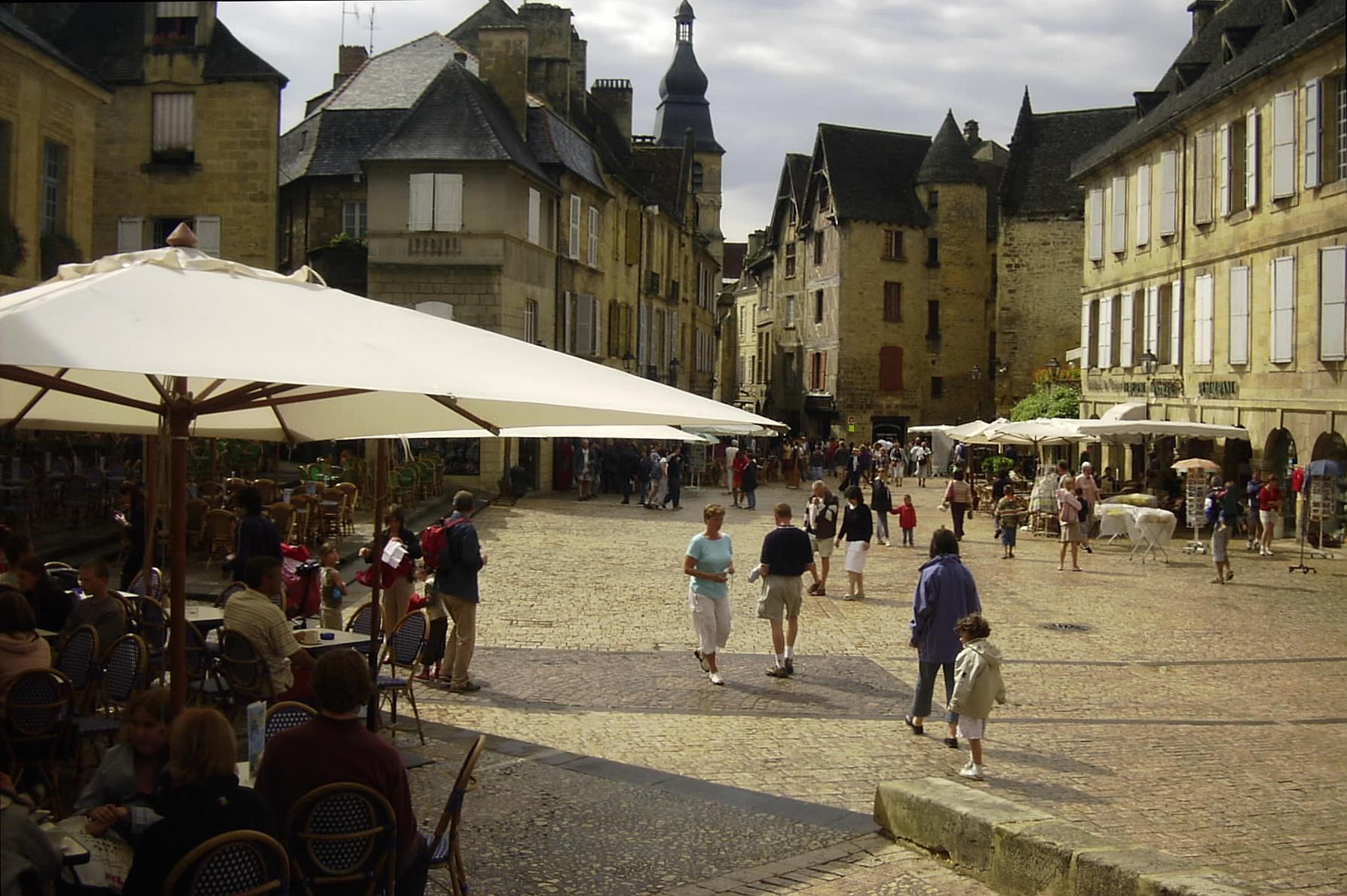
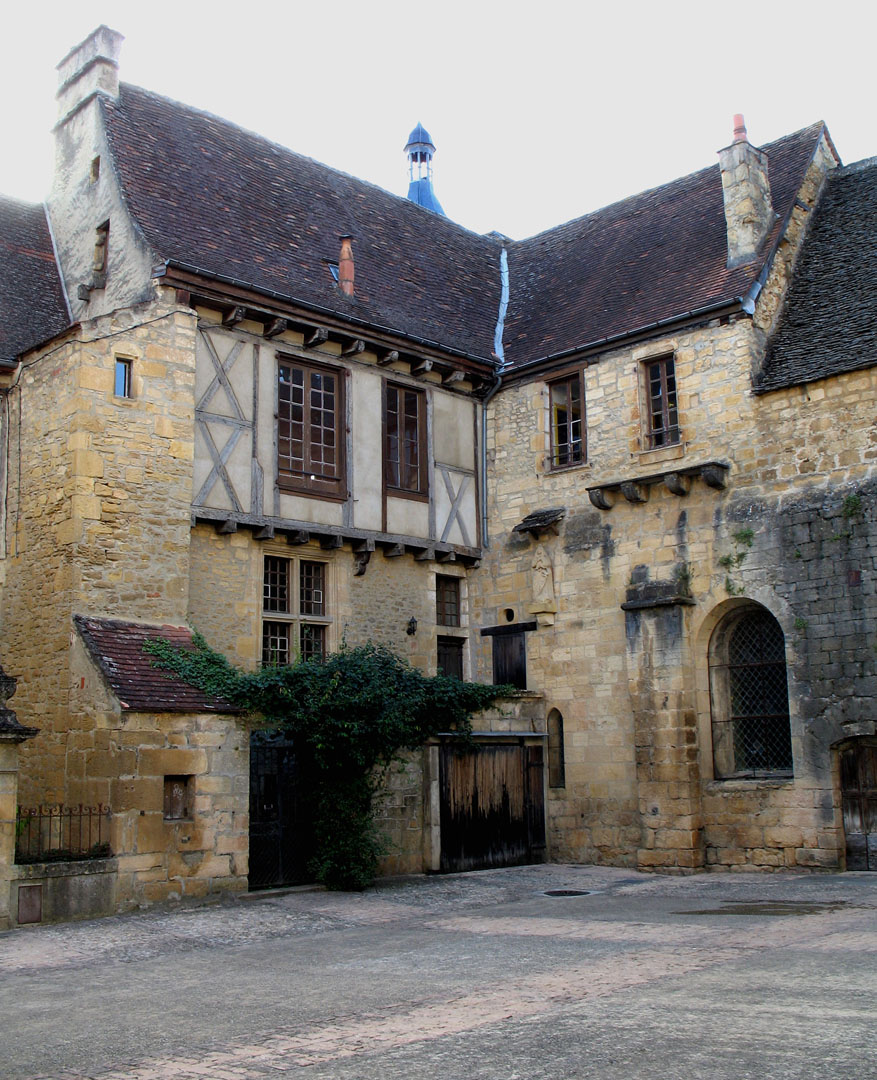
Place de France
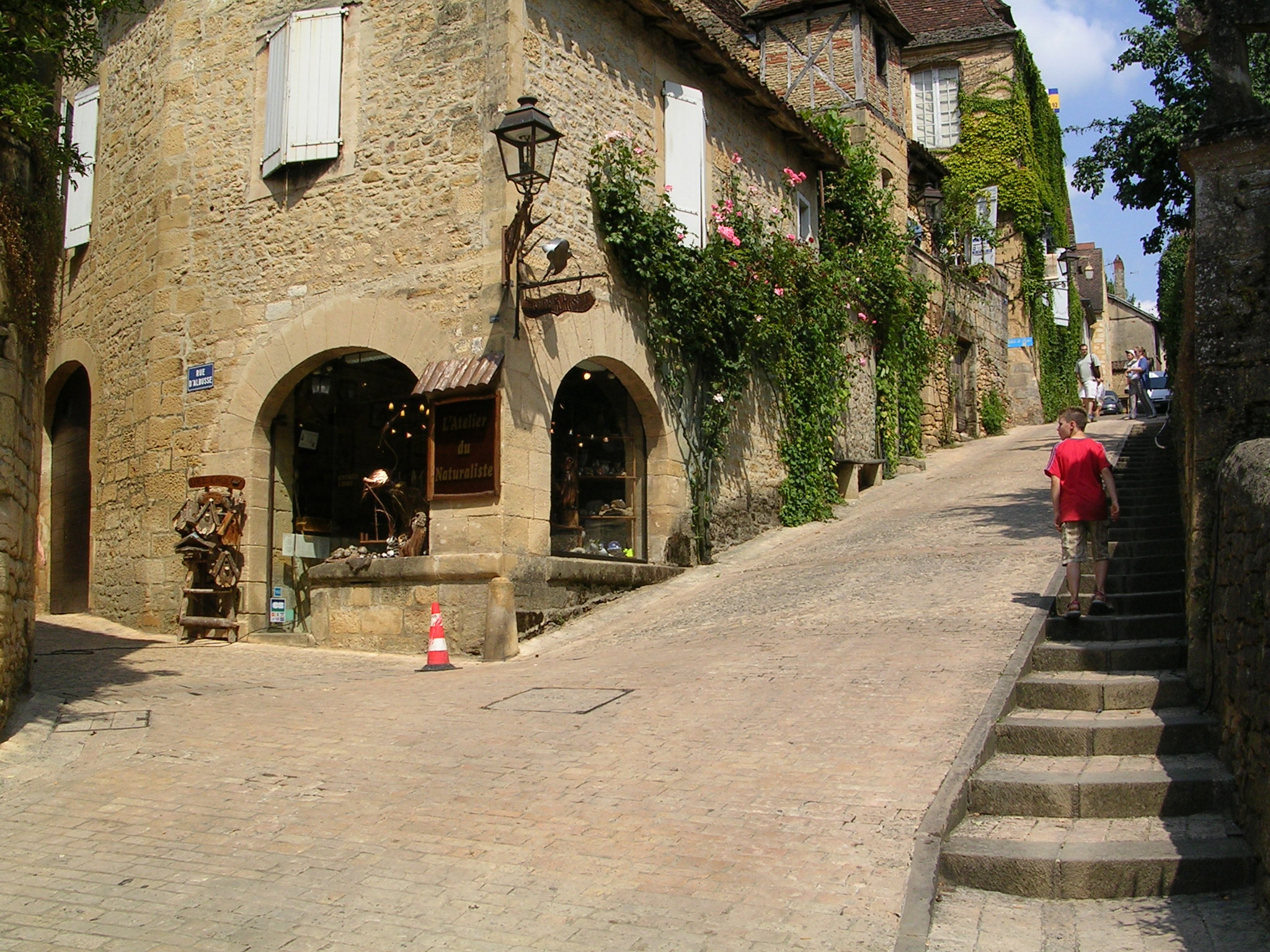
Vieille
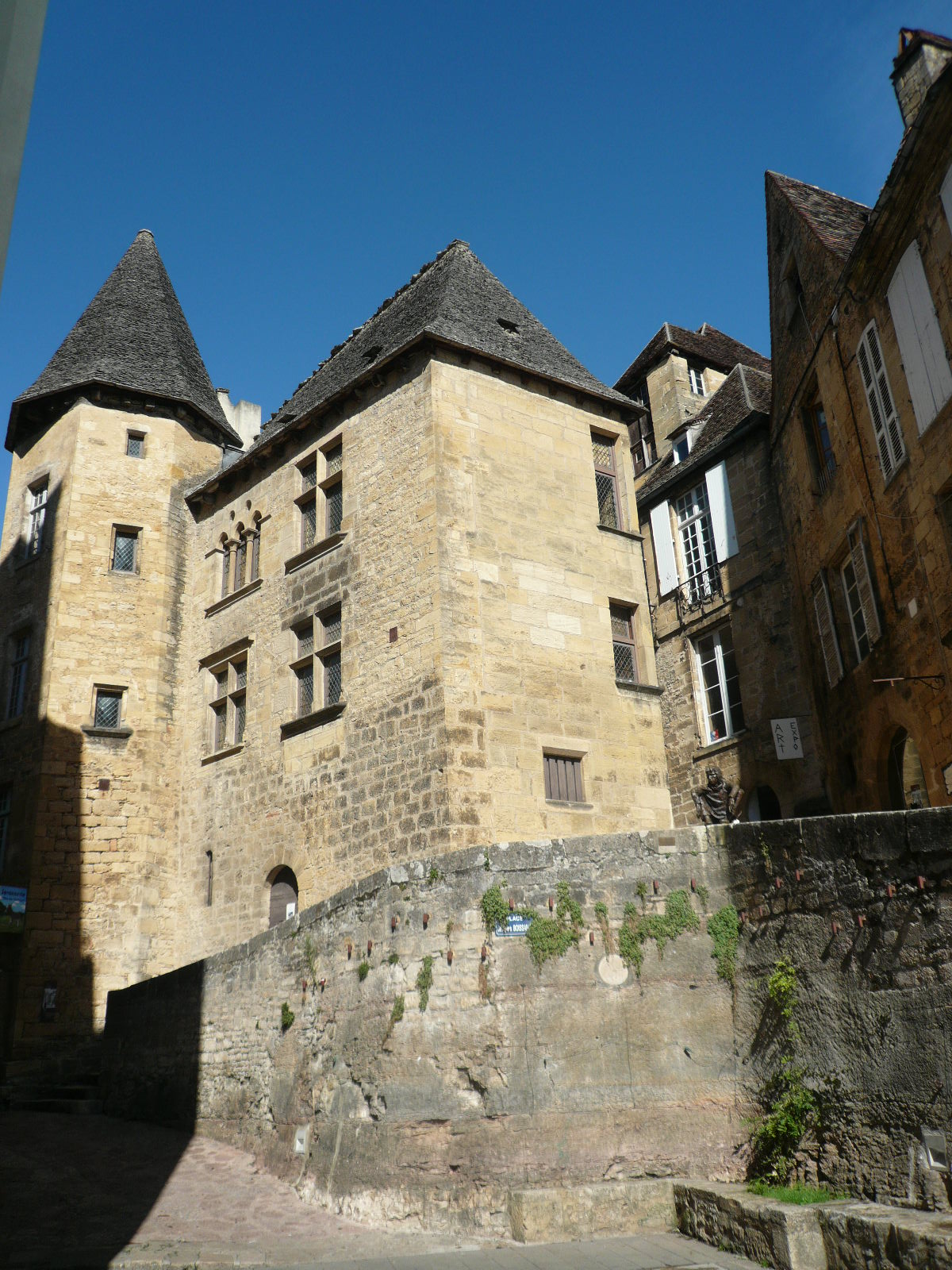
Place Lucien-de-Maleville
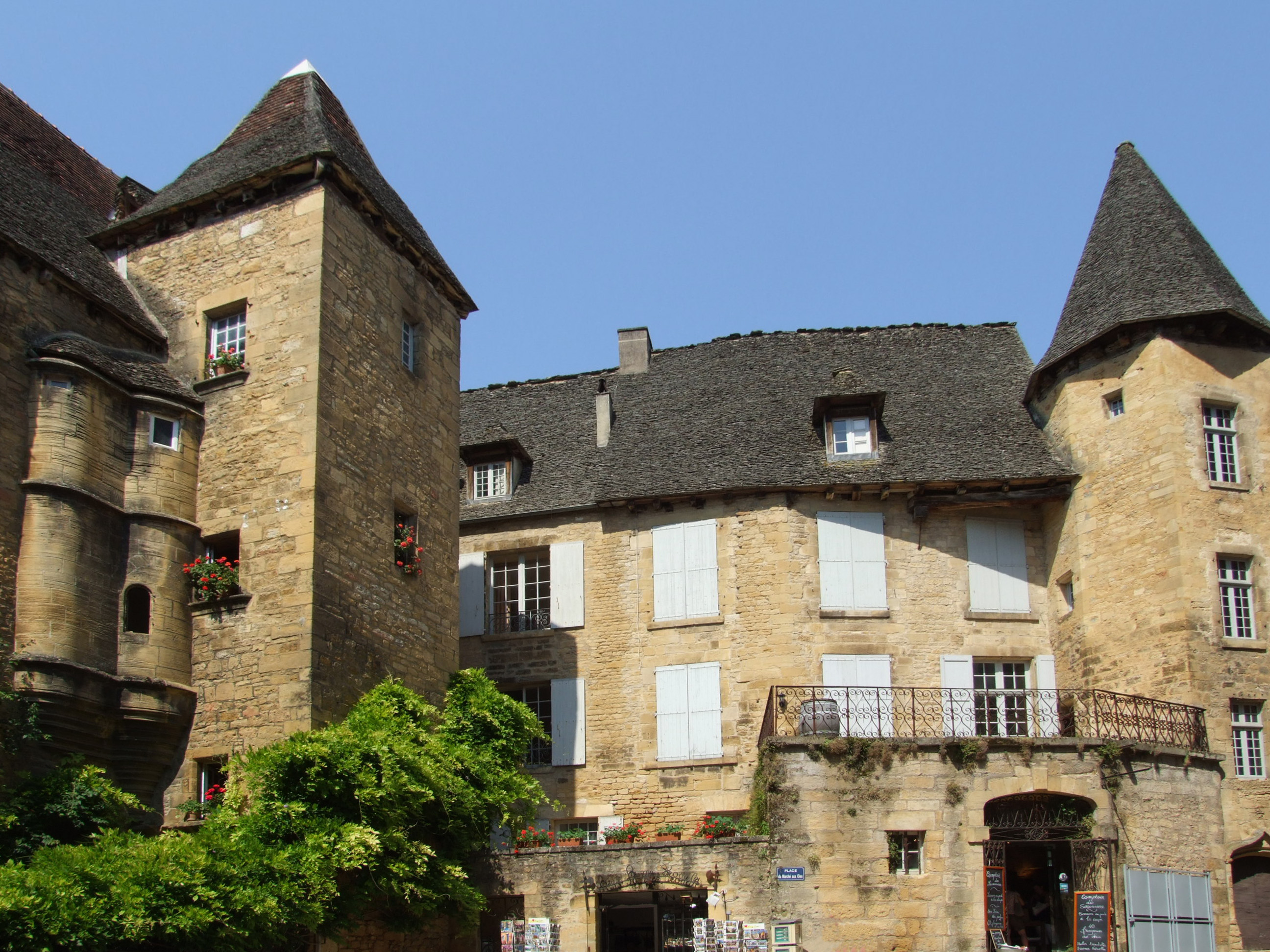
Place du Marché-aux-Oies
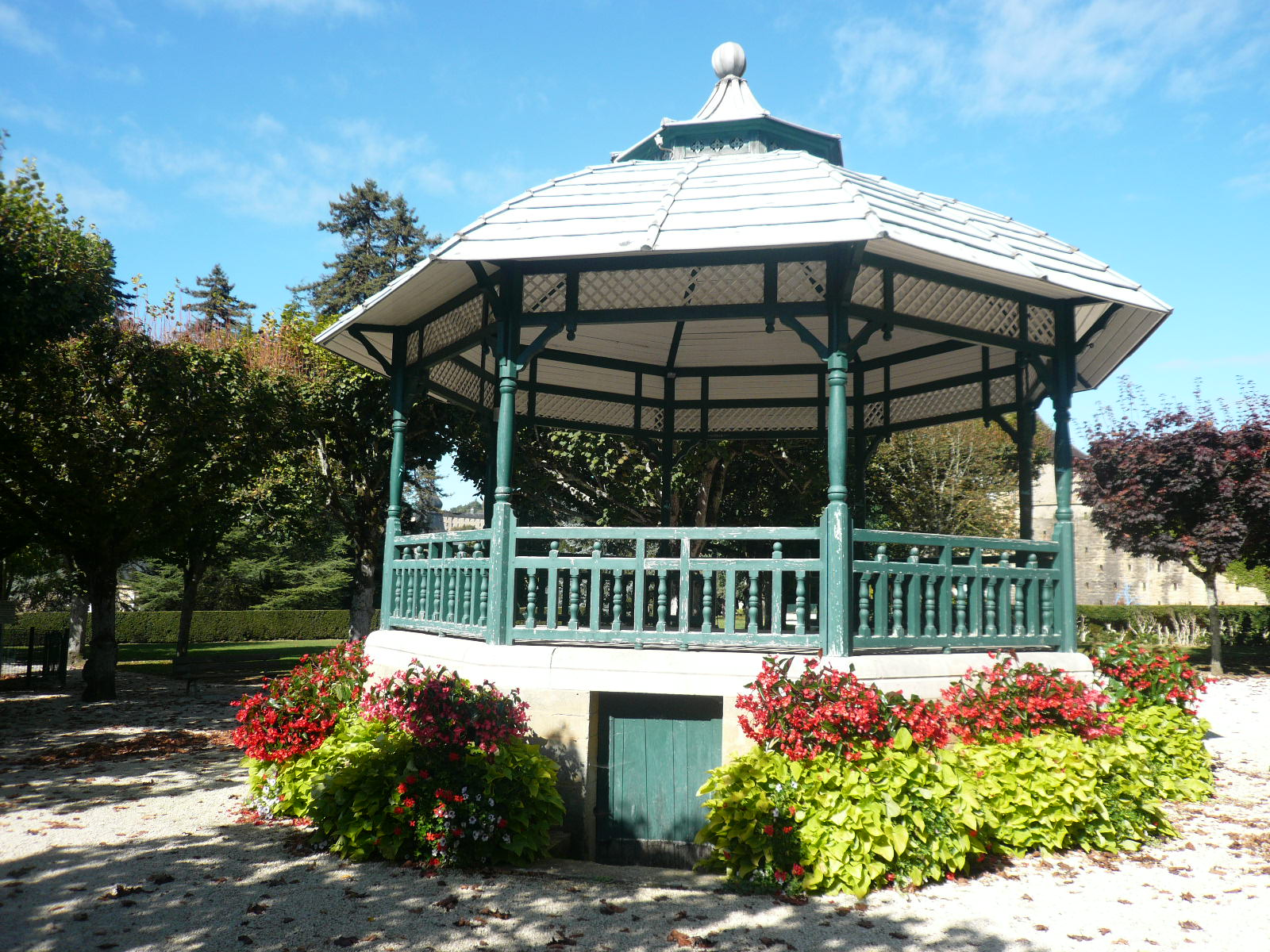
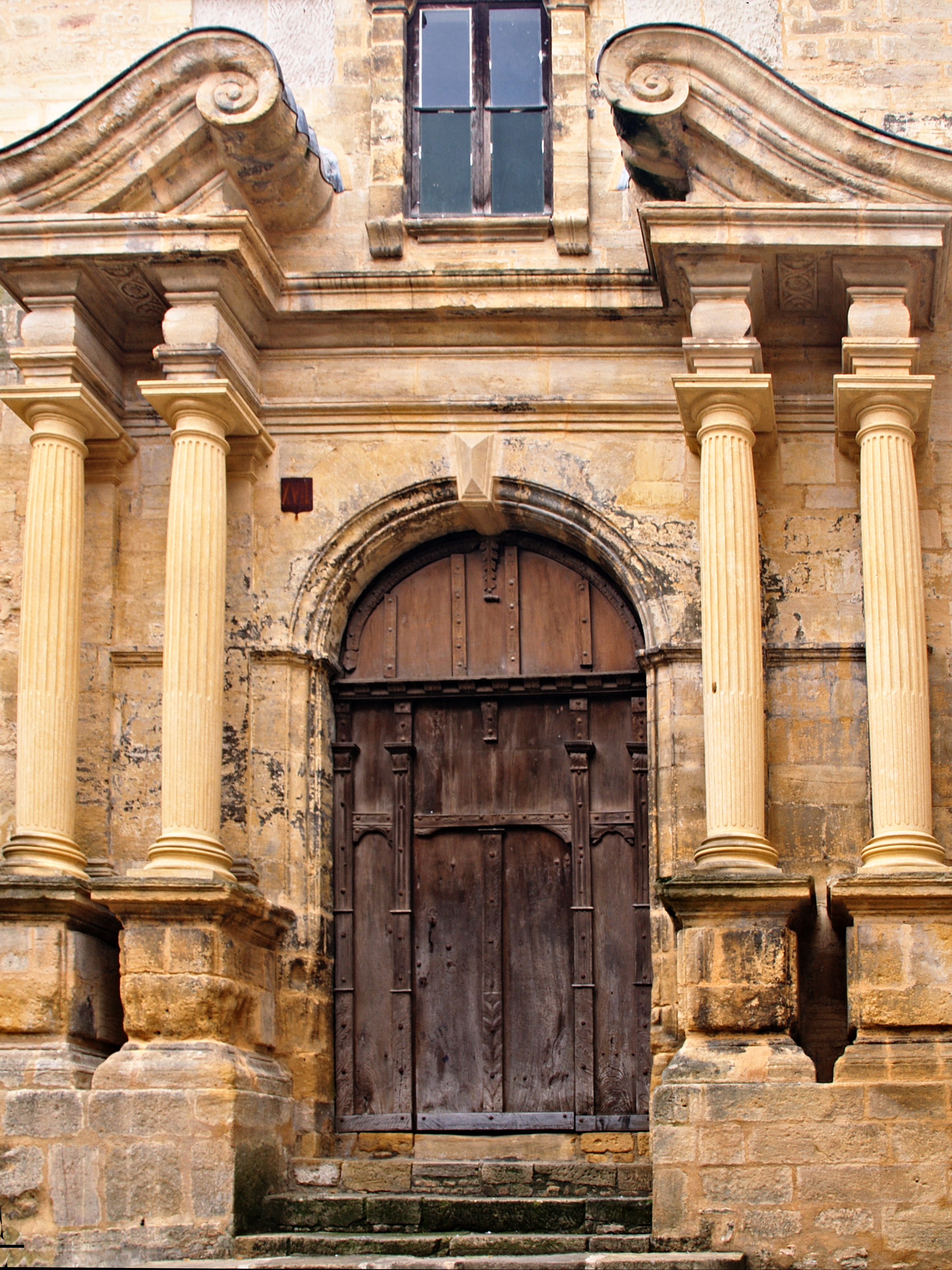
Récollets kyrka
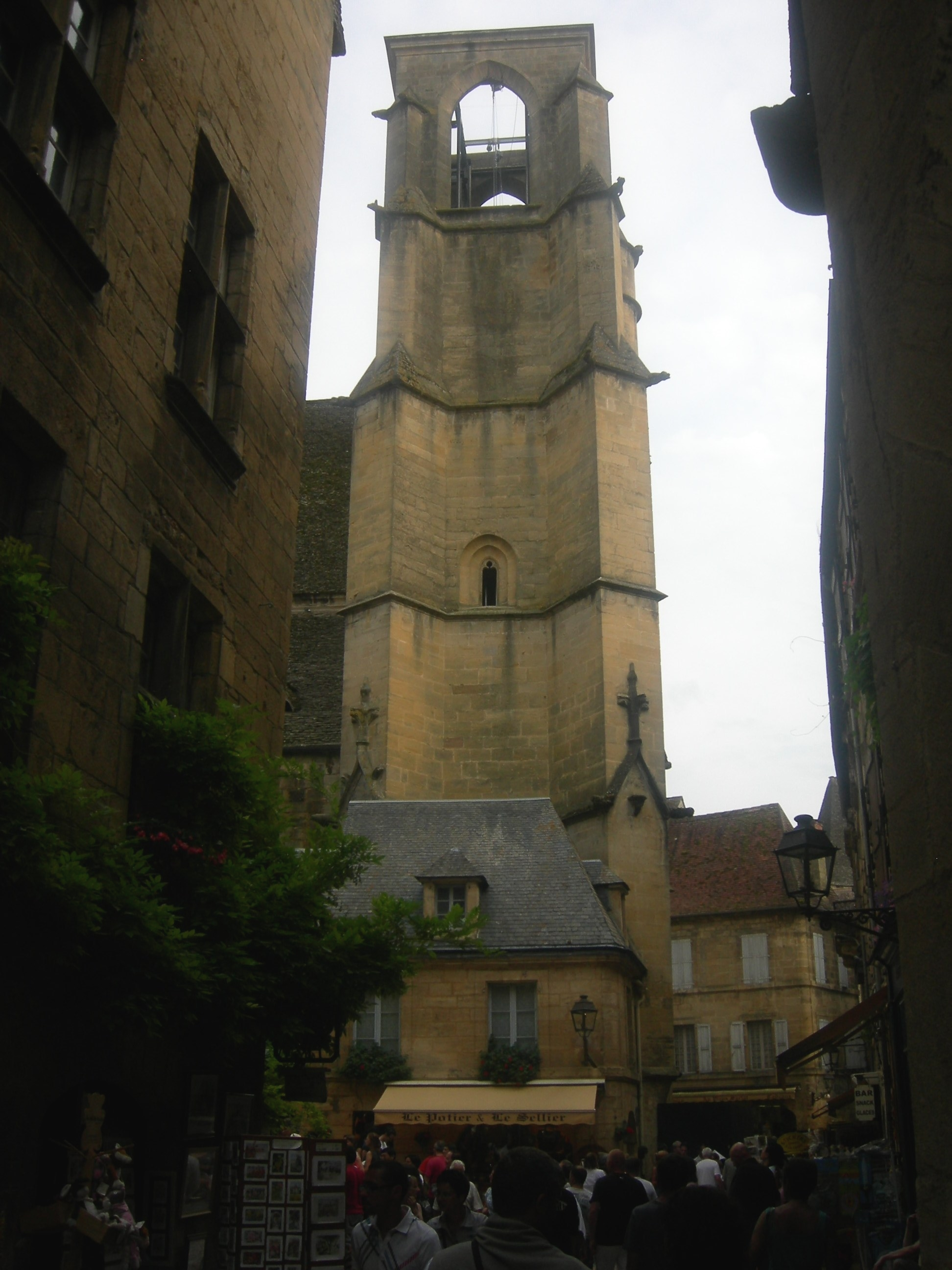
Kyrkan Sainte Marie